# یکی برای همه
یکی برای همه با عنوان قبلی سرخابی نام فیلمی کمدی اجتماعی ساختهٔ محمد آهنگرانی در سال ۱۳۹۱ است.

## داستان فیلم
در یک مجتمع ساختمانی اتفاقات متعددی به وجود می‌آید که ماجراهایی را رقم می‌زند...

## بازیگران
| بازیگر             | شخصیت        | نقش               |
| ------------------ | ------------ | ----------------- |
| محمد شیری          | دل‌ربا        | مدیر عامل ساختمان |
| فلور نظری          | نسرین        | همسر اتابک        |
| میرطاهر مظلومی     | اتابک        | برادر کریم        |
| اکبر عبدی          | کریم         | برادر اتابک       |
| مریم کاویانی       | مهتاب        | همسر شایسته       |
| سید مهرداد ضیایی   | کیوان شایسته | همسر مهتاب        |
| سیاوش خیرابی       | حسام         | پسر اتابک         |
| شهرام عبدلی        | ستوان        | پلیس              |
| نیوشا ضیغمی        | فیروزه       | زن تنها           |
| هیلا اکرانی        | گوهر         | همسر سروان        |
| اشکان اشتیاق       | فرهاد        | پسر کریم          |
| اکرم محمدی         | عالیه        | همسر کریم         |
| مهران احمدی        | حاج محمد     | سرایدار ساختمان   |
| کنعان کیانی        |              |                   |
| مجید مشیری         |              | فامیل کریم        |
| محمد برسوزیان      | سرهنگ        | پدر فیروزه        |
| سامان شوکتی        |              | پلیس              |
| فریماه ارباب       | ثریا         | دختر اتابک        |
| حسین شهاب          |              | راننده کامیون     |
| مهدی طهرانی        |              | دزد               |
| مجتبی نور محمدی    | ارسلان       | دزد               |
| المیرا عبدی        | هستی         | دختر کریم         |
| هنگام زارع         | بیتا         | خواهر پدر فیروزه  |
| شاه علی سرخانی     |              | دکتر فاضلاب       |
| سالار سعیدی        |              | پسر شایسته        |
| پانیذ خزایی        |              | دختر شایسته       |
| خسرو خان محمدی     |              | میهمان            |
| فرخنده فرمانی زاده |              | میهمان            |
| امیرحسین شکیبا     |              | شاگرد نمایشگاه    |
| فرزانه تفرشی       |              | میهمان            |
| فرشته فرهاد منش    |              | میهمان            |
| وحید قاسمی         |              | شاگرد آپارتمانی   |
| محمد حیدر نژاد     |              | کارگر             |

## حواشی
- این فیلم اولین فیلم سینمایی محمد آهنگرانی به حساب می‌آید. او پیش از این، در حدود بیست سال به عنوان دستیار و برنامه‌ریز در سینما فعالیت داشته و خود چند تله فیلم و فیلم کوتاه نیز کارگردانی کرده است.
- عنوان فیلم سرخابی بود که در زمان اکران به یکی برای همه تغییر یافت.